# Gene Simmons (álbum)
Gene Simmons es el primer álbum de estudio de Gene Simmons, bajista y vocalista de la banda de hard rock estadounidense Kiss. Salió a la venta el 18 de septiembre de 1978 a través de Casablanca Records, al igual que los debuts en solitario de sus tres compañeros en el grupo, Ace Frehley, Peter Criss y Paul Stanley. El músico, que realizó las labores de producción junto a Sean Delaney, grabó la mayoría de las pistas básicas en Reino Unido antes de regresar a los Estados Unidos, donde contó con la participación de Donna Summer, Joe Perry, Bob Seger, Rick Nielsen, Janis Ian o Cher, entre otros. Simmons decidió mostrar otras de sus facetas como artista y decidió tocar la guitarra en lugar del bajo, escribir canciones al estilo de The Beatles y versionar el tema principal de la película Pinocho (1940).
El disco llegó hasta el puesto 21 del Billboard 200, mejor que los conseguidos por los trabajos de sus tres compañeros y al igual que estos, recibió una certificación de platino de la RIAA. Respecto a la opinión de la crítica, las reseñas obtenidas fueron divididas, aunque la mayoría coincidieron en criticar la interpretación de «When You Wish upon a Star».

## Trasfondo

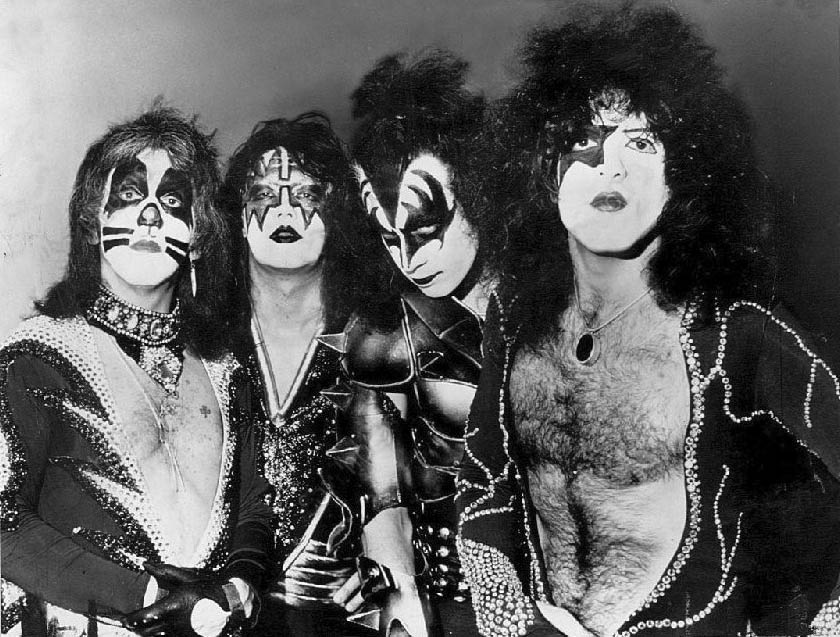
Los cuatro miembros de Kiss —Criss, Frehley, Simmons y Stanley— publicaron sus debuts en solitario el mismo día.

Hacia 1978, Kiss era todo un fenómeno cultural y venía de pasar casi todo el año 1977 de gira. Era una de las bandas que más recaudaba, había llenado el estadio Budokan (Tokio) cinco noches seguidas, superando el récord de The Beatles. Ganó un premio People's Choice y una encuesta de Gallup la había situado como la agrupación más popular de los Estados Unidos. Adicionalmente había tenido cuatro álbumes dentro del Billboard 200 en la misma semana. Además, el grupo vendía objetos de merchandising como muñecos, juguetes, camisetas o cómics, que junto con las ventas de sus discos, llevaron a que sus ingresos brutos de 1977 superaran los diez millones de dólares. Tras el éxito alcanzado, el mánager Bill Aucoin decidió llevar al conjunto al siguiente nivel y potenciar su imagen de superhéroes con la película Kiss Meets the Phantom of the Park y el lanzamiento de cuatro trabajos en solitario de sus miembros, algo que no se había realizado con anterioridad. Aunque los cuatro componentes —Ace Frehley (guitarra), Peter Criss (batería), Gene Simmons (bajo) y Paul Stanley (guitarra)—, coincidieron en que la idea de los álbumes en solitario había sido de Aucoin, los dos últimos destacaron en sus autobiografías que el mánager tomó la decisión para complacer a Frehley que quería abandonar la banda, Sin embargo, Simmons ya había hablado sobre grabar un disco por su cuenta en una entrevista en julio de 1977.

## Grabación
Mientras realizaba la planificación de su álbum, Simmons conoció a Cher, con la que comenzó una relación sentimental y en abril de 1978, ambos viajaron al estudio The Manor de Inglaterra juntos con los dos hijos de ella, técnicos, guardaespaldas y los músicos de sesión Neil Jason (bajo), Allan Schwartzberg (batería), Elliott Randall (guitarra) y Richard Gerstein (piano). The Manor era una mansión del siglo XVI, por aquel entonces propiedad de Richard Branson, donde todos convivieron durante las cuatro semanas de grabación. Simmons, a pesar de ser el bajista de Kiss tomó la decisión de cambiar de instrumento y tocar la guitarra, ya que consideraba que eran igual de fáciles, además eligió ser el productor con la ayuda de Sean Delaney, colaborador de Kiss desde sus inicios. Para llevar a cabo la grabación, los dos optaron por colocar los instrumentos en distintas partes de la mansión como las guitarras en un dormitorio o la batería en la sala de billar y establecer la comunicación a través de micrófonos y auriculares. Las músicos trabajaron de manera independiente y sin ensayos previos, aunque según el bajista Neil Jason utilizaron como guía una maqueta de Simmons y Delaney que «incluso si era solo piano y voz, te decía exactamente lo que tenías qué tocar».
Tras grabar las pistas básicas todos regresaron a los Estados Unidos donde tuvieron lugar nuevas grabaciones. Simmons tenía la intención de contar con invitados como Paul McCartney, John Lennon, David Bowie, Jerry Lee Lewis y los hermanos Donny y Marie Osmond, pero finalmente ninguno de ellos llegó a participar, según el músico, por conflictos de fechas. En Los Ángeles convidó a Joe Perry de Aerosmith, Jeff «Skunk» Baxter de The Doobie Brothers y Rick Nielsen de Cheap Trick a grabar algunos solos de guitarra, aunque no quedó satisfecho con la labor de los dos primeros en «Tunnel of Love» y, a recomendación de Sean Delaney, reclutó a Richie Ranno, miembro de la banda Starz. Simmons contó además con la colaboración de artistas como Donna Summer, Helen Reddy, Janis Ian y Bob Seger, además de la propia Cher, y que grabaron los coros entre los estudios Cherokee (California) y Blue Rock (Nueva York). Debido a la imposibilidad de contar con McCartney y Lennon, la opción fue contratar a Mitch Weissman y Joe Pecorino, quienes les interpretaban en el musical Beatlemanía. Por otra parte, las cantantes del conjunto The Group with No Name —entre las que se encontraba una entonces desconocida Katey Sagal, con la que Simmons también tenía una relación— grabaron algunos coros.

## Música

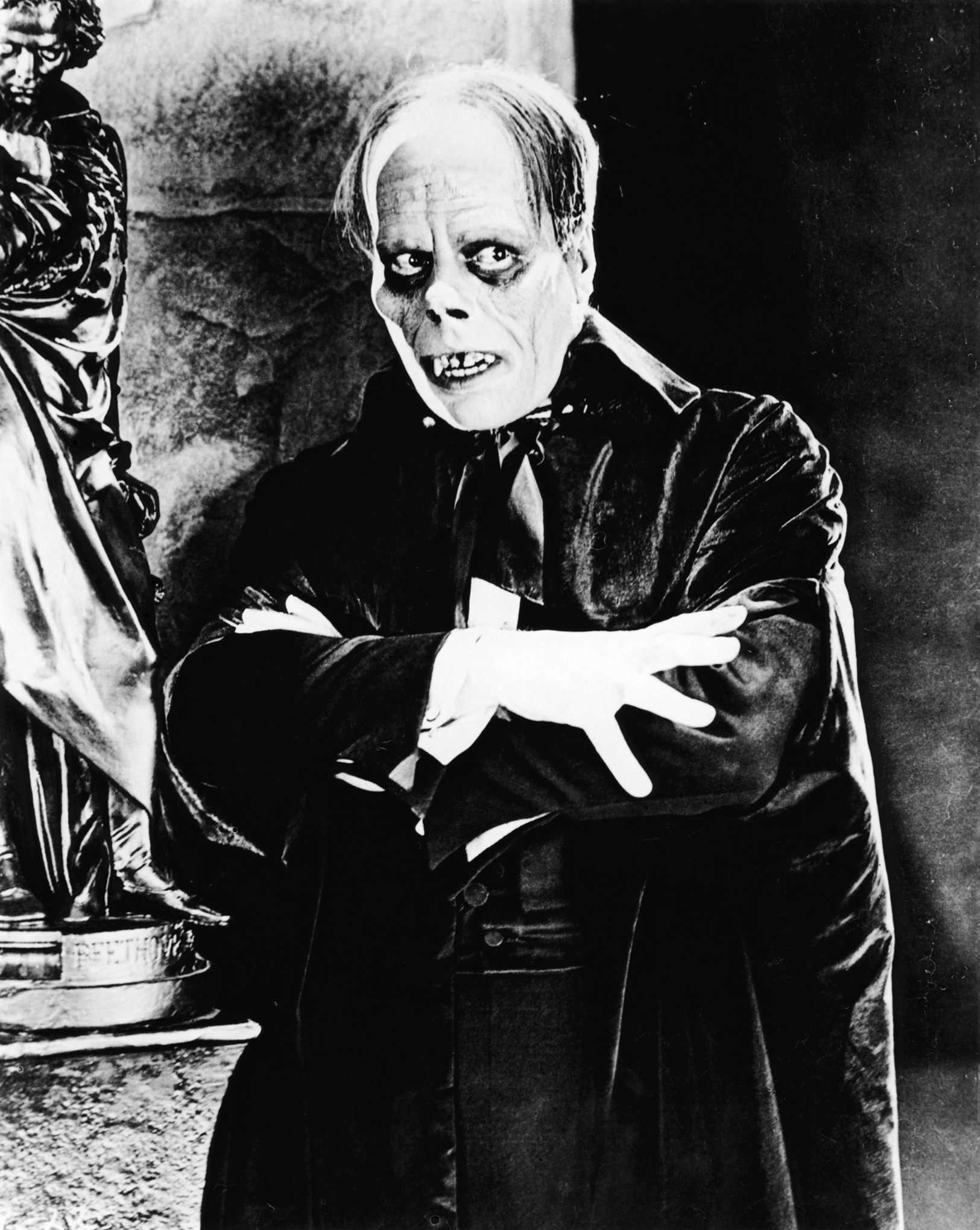
La canción «Man of 1,000 Faces» trata sobre el actor Lon Chaney, en la fotografía.

De los cuatro integrantes de Kiss, Gene Simmons fue quien realmente adoptó el concepto de trabajar en solitario al alejarse de lo que los aficionados encontraban aceptable. De acuerdo con el músico, su intención era «romper muros», ya que «cuando los fanes de la música rock escuchan la radio, escuchan de todo. Escuchan a ABBA y The Archies al mismo tiempo que escuchan a Led Zeppelin» y remarcó que «la noción del álbum era molestar a las aficionados de Kiss y decirles a la cara que si sois unidimensionales, yo no quiero serlo». Según Sean Delaney había dos maneras de enfocar el disco, una era que estuviera orientada al estilo de la canción «God of Thunder» y la otra era que el bajista hiciera todo lo que quisiera, y sería esta última la elegida por Simmons, quien quería mostrar al mundo otra de sus facetas.
El álbum comienza con «Radioactive», cuyo inicio es una serie de cantos en latín en los que Janis Ian interpreta el papel de una monja y Delaney el de Satanás, y que Simmons compuso sobre su relación con Cher. «Burning Up with Fever» es un cruce entre «Rock me Baby» de Jeff Beck y la escala de guitarra de «Mississippi Queen» de Mountain, mientras que su estribillo está orientado al rock sureño. «See You Tonite», un tema acústico al estilo de The Beatles, la escribió originalmente el bajista en 1969 cuando todavía estaba en el instituto y trata sobre un chico cortejando a una chica. «Tunnel of Love» es una de las pistas descartadas de Love Gun (1977) y regresa al sonido rock de dicho trabajo. «True Confessions» continúa con el estilo de «Radioactive» y está dirigida por el piano y las voces del coro, incluida Helen Reddy.

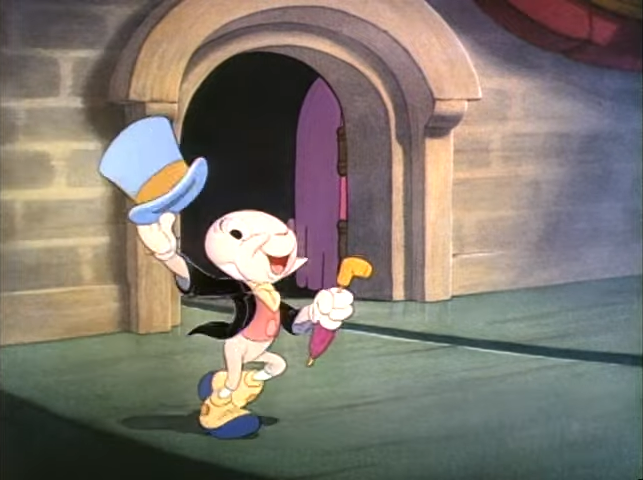
El disco termina con una versión de «When You Wish upon a Star» de Pinocho. En la imagen, el personaje de Pepito Grillo.

La cara B empieza con «Living in Sin», la cual habla en su estribillo sobre «vivir en pecado en el Holiday Inn» y que incluye una conversación telefónica con Cher, la cual interpreta a una groupie que llama a la habitación de hotel de Simmons para piropearle. «Always Near You/Nowhere to Hide» son en realidad dos canciones inacabadas que el bajista fusionó, inspirado por Lennon y McCartney. «Man of 1,000 Faces» trata sobre el actor Lon Chaney, aunque el propio Simmons la calificó también como autobiográfica al ser «un israelí viviendo en América, vistiéndose como un británico, siendo judío y teniendo un nombre anglosajón». «Mr. Make Believe» fue uno de los primeros intentos del músico por componer un tema sobre sí mismo y destacó que «trata sobre esas fantasías que tenemos durante los diferentes periodos de nuestra vida». «See You in Your Dreams» ya había aparecido en el álbum Rock and Roll Over (1976), aunque Simmons tomó la decisión de volver a versionarla, ya que no había quedado satisfecho con el resultado final porque consideraba que sonaba más pop, que el sonido a lo Humble Pie que tenía en mente. El disco termina con una versión de «When You Wish upon a Star», canción principal de la película Pinocho (1940), y que según el bajista, de niño creía que Pepito Grillo se la cantaba a él y le decía que todos sus sueños se harían realidad.

## Recepción

### Comercial
Gene Simmons, al igual que Ace Frehley, Peter Criss y Paul Stanley, salió a la venta el 18 de septiembre de 1978 a través de Casablanca Records. La discográfica, confiada de que serían un éxito comercial, envió a las tiendas estadounidenses cinco millones de copias, lo que garantizaba que los cuatro obtuvieran la certificación de platino de la RIAA sin la necesidad de vender ni una sola de ellas. Casablanca también invirtió unos dos millones y medio de dólares para una campaña de promoción masiva que incluía anuncios en televisión, radio, periódicos y revistas, así como dosieres de prensa para los periodistas. Finalmente ninguno de los cuatro trabajos tuvo un gran impacto en las listas debido a la dificultad económica que suponía a los aficionados comprar cuatro vinilos. Cada uno de ellos vendió entre 600 000 y 700 000 USD, un fracaso para el sello que esperaba alcanzar los ocho millones y que provocó que las tiendas devolvieran millones de copias. Gene Simmons sería el que mejor posiciones conseguiría al llegar a los puestos 22, 21 y 32 del Billboard 200, del Canadian Albums Chart y del Kent Report Albums Chart, respectivamente. Por otra parte, el tema «Radioactive» subió a los puestos 47 y 66 del Billboard Hot 100 y del Canadian Singles Chart, además de ser el único sencillo de los cuatro álbumes que entró en el UK Singles Chart, donde llegó hasta el puesto 41.

### Crítica
Tras su lanzamiento, Gene Simmons dividió a la crítica, aunque la mayoría coincidió en valorar negativamente la inclusión de la canción de Pinocho. Geoff Barton de Sounds consideró que «todavía suena como un álbum de Kiss, puro y simple. Aún así es innegablemente divertido», sin embargo, catalogó la versión de «When You Wish upon a Star» de «ridícula». Billy Altman de The Village Voice opinó que la letra de «Tunnel of Love» y la interpretación de «When You Wish upon a Star» eran «odiosamente ridículas», además señaló que «hay una buena canción aquí —“Radioactive”— realmente tarareable si olvidas que su letra es tan sexista». Robert Duncan de Rolling Stone alabó los temas rock del álbum, pero tuvo una opinión contraria respecto a las baladas, de las cuales dijo que eran «demasiado pulidas y desconcertantemente fuera de lugar» y de «When You Wish upon a Star», de la que se preguntó si sería una mala broma. Joel McNally del Summit Press escribió que el punto culminante de los cuatro álbumes en solitario es «When You Wish upon a Star», que en su opinión «es probablemente la única pieza que los jóvenes aficionados de Kiss pensarán que es estúpida». Por su parte, Manolo Bellon del diario El Tiempo mostró su sorpresa ante la inclusión de «See You Tonite» y de «When You Wish upon a Star» de la que comentó que «todavía no entiendo qué diablos hace esa canción ahí metida. No tiene ningún sentido y tampoco le funciona —la voz no da la medida—».
Con el paso del tiempo, el álbum obtuvo igualmente reseñas divididas. Greg Prato de Allmusic escribió que «el único paso en falso es una versión ridículamente vergonzosa del clásico de Disney “When You Wish Upon a Star”» y que el hecho de tener varios músicos invitados lo convirtió en «un lanzamiento impredecible, pero en última instancia, agradable». Jason Josephes de Pitchfork también criticó la pista final del disco, sin embargo, remarcó que «Gene Simmons tiene sus momentos [...] En general, no es un mal trabajo, pero no es esencial». Paul Elliot de Classic Rock apuntó que «incluye algunas de las mejores canciones que [Simmons] ha escrito: “Radioactive”, “Man of 1,000 Faces” y el homenaje a The Beatles, “See You Tonite”». Rustyn Rose de Examiner apuntó que «algunos disfrutan de este álbum más que otros, pero es una típica oda al ego de Gene [...] Tiene algunas melodías divertidas, pero no muchas que pudieran igualar su material con Kiss».

## Lista de canciones
Todas las canciones compuestas por Gene Simmons excepto donde se indique.
| Cara A |                         |              |          |  |
| N.º    | Título                  | Escritor(es) | Duración |  |
| 1.     | «Radioactive»           |              | 3:50     |  |
| 2.     | «Burning Up with Fever» |              | 4:19     |  |
| 3.     | «See You Tonite»        |              | 2:30     |  |
| 4.     | «Tunnel of Love»        |              | 3:49     |  |
| 5.     | «True Confessions»      |              | 3:30     |  |

| Cara B |                                     |                                     |          |  |
| N.º    | Título                              | Escritor(es)                        | Duración |  |
| 6.     | «Living in Sin»                     | Simmons, Sean Delaney, Howard Marks | 3:50     |  |
| 7.     | «Always Near You / Nowhere to Hide» |                                     | 4:12     |  |
| 8.     | «Man of 1,000 Faces»                |                                     | 3:16     |  |
| 9.     | «Mr. Make Believe»                  |                                     | 4:00     |  |
| 10.    | «See You in Your Dreams»            |                                     | 2:48     |  |
| 11.    | «When You Wish upon a Star»         | Ned Washington, Leigh Harline       | 2:44     |  |
| 38:58  |                                     |                                     |          |  |

Fuente: Allmusic.

## Créditos
- Gene Simmons - voz, guitarra eléctrica, guitarra acústica

| Músicos de sesión - Neil Jason - bajo - Elliot Randall - guitarra - Allan Schwartzberg - batería - Sean Delaney - percusión, coros - Ron Frangipane - arreglos sinfónicos - Gordon Grody, Diva Gray, Kate Sagal, Franny Eisenberg, Carolyn Ray - coros - Eric Troyer - piano, voz (pistas 1 y 6) - Steve Lacey - guitarra (pista 1) - Janis Ian - coros (pista 1) - John Shane Howell - guitarra (pistas 1-2) | - Joe Perry - guitarra (pistas 1 y 4) - Bob Seger - coros (pistas 1 y 6) - Jeff «Skunk» Baxter - guitarra (pistas 2, 3-4 y 9) - Donna Summer - coros (pistas 2 y 4) - Mitch Weissman, Joe Pecorino - coros (pistas 3, 7 y 9) - Richie Ranno - guitarra (pista 4) - Richard Gerstein - piano (pistas 5 y 7) - The Citrus College Singers - coro (pistas 5 y 7) - Helen Reddy - coros (pista 5) - Cher - voz (pista 6) - Rick Nielsen - guitarra (pista 10) - Michael Des Barres - coros (pista 10) |

Producción
- Gene Simmons - producción
- Sean Delaney - producción
- George Marino - masterización
- Eraldo Carugati - portada

Fuente: Discogs.

## Posiciones en la listas
| País           | Lista                    | Mejor posición | Ref.   |
| -------------- | ------------------------ | -------------- | ------ |
| Australia      | Kent Report Albums Chart | 32             | [ 30 ] |
| Canadá         | Canadian Albums Chart    | 21             | [ 29 ] |
| Estados Unidos | Billboard 200            | 22             | [ 28 ] |

## Certificaciones
| País           | Certificación | Ventas | Ref.   |
| -------------- | ------------- | ------ | ------ |
| Canadá         | Oro           | 50 000 | [ 46 ] |
| Estados Unidos | Platino       | 1 000  | [ 47 ] |